# Miss Zwitserland
Miss Zwitserland is een missverkiezing in Zwitserland. De winnaar mocht aan de Miss World en Miss Universe verkiezingen deelnemen. De verkiezing werd zowel met behulp van een jury als het tv-publiek doorgevoerd. De laatste ronde, die de winnaar bepaalde, was uitsluitend voorbehouden aan het tv-publiek.
| Jaar    | Miss Zwitserland        | Kanton |
| ------- | ----------------------- | ------ |
| 1976    | Jeannette Keller        |        |
| 1977    | Daniela Haeberli        |        |
| 1978    | Silvia von Arx          |        |
| 1979    | Barbara Mayer           |        |
| 1980    | Jeannette Linkenheil    |        |
| 1981    | Brigitte Voss           | BE     |
| 1982/83 | Lolita Morena           | GE     |
| 1984    | Silvia Affolter         | ZH     |
| 1985    | Eveline Glanzmann       | AG     |
| 1986/87 | Renate Walther          | LU     |
| 1988    | Karina Berger           | ZH     |
| 1989/90 | Catherine Mesot         | FR     |
| 1991    | Sandra Aegerter         | AG     |
| 1992    | Valérie Bovard          | VD     |
| 1993    | Patricia Fässler        | ZH     |
| 1994    | Sarah Briguet           | VS     |
| 1995    | Stéphanie Berger        | ZH     |
| 1996    | Melanie Winiger         | TI     |
| 1997    | Tanja Gutmann           | SO     |
| 1998    | Sonia Grandjean         | ZH     |
| 1999    | Anita Buri              | TG     |
| 2000    | Mahara Mc Kay           | AG     |
| 2001    | Jennifer Ann Gerber     | AG     |
| 2002    | Nadine Vinzens          | GR     |
| 2003    | Bianca Sissing          | LU     |
| 2004    | Fiona Hefti             | ZH     |
| 2005    | Lauriane Gilliéron      | VD     |
| 2006    | Christa Rigozzi         | TI     |
| 2007    | Amanda Ammann           | SG     |
| 2008    | Whitney Toyloy          | VD     |
| 2009    | Linda Fäh               | SG     |
| 2010    | Kerstin Cook            | LU     |
| 2011/12 | Alina Buchschacher      | BE     |
| 2013    | Dominique Rinderknecht  | ZH     |
| 2014    | Laetitia Guarino        | VD     |
| 2015    | Lauriane Sallin         | FR     |
| 2018    | Jastina Doreen Riederer | AG     |